# Kjetil Mørland
Kjetil Mørland (ur. 3 października 1980  w Grimstad) – norweski piosenkarz, wokalista brytyjskiego zespołu Absent Elk, reprezentant Norwegii podczas 60. Konkursu Piosenki Eurowizji w 2015 roku w parze z Debrah Scarlett.

## Życiorys

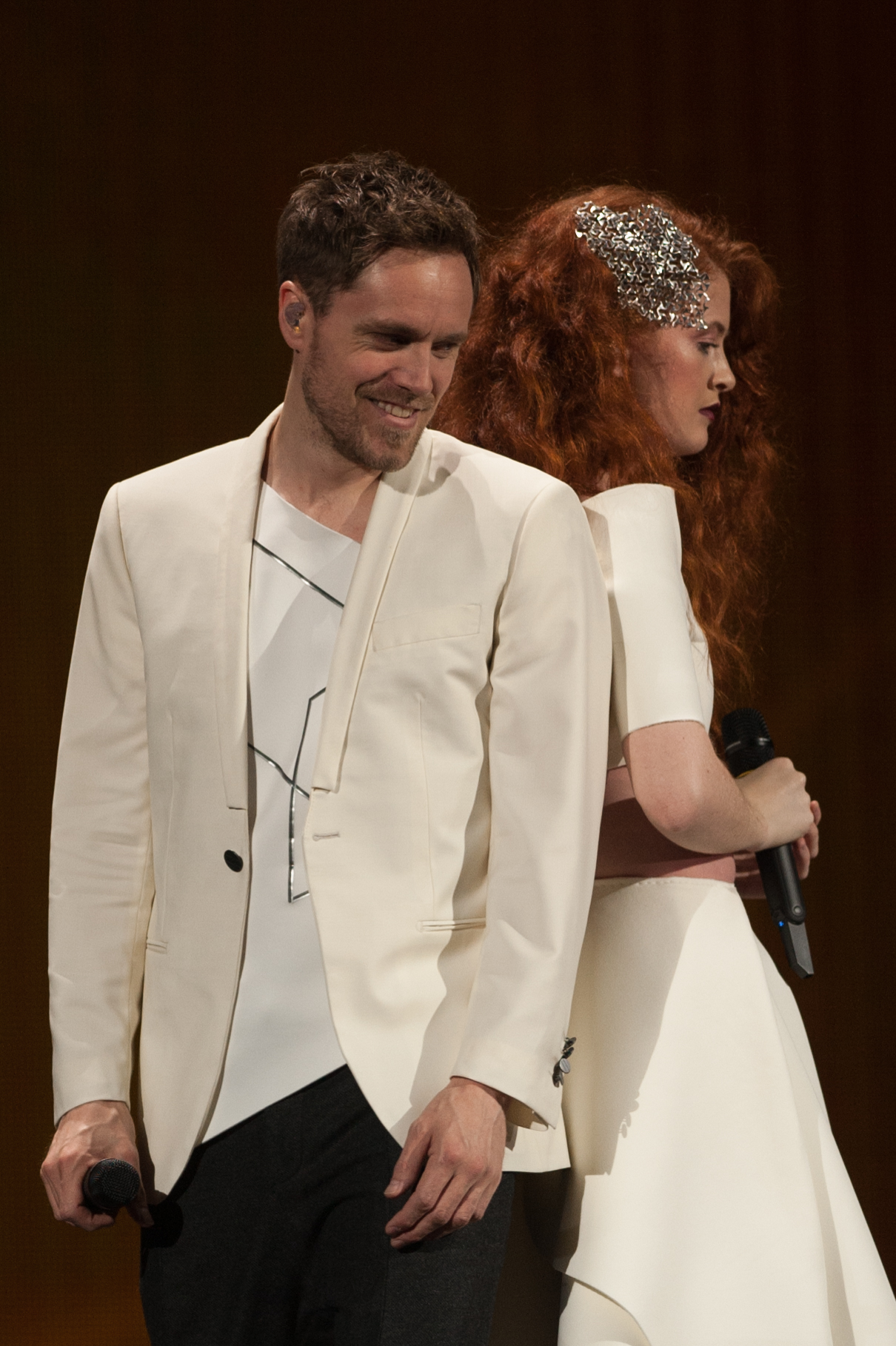
Mørland i Debrah Scarlett podczas prób do występu w 60. Konkursie Piosenki Eurowizji w 2015 roku

### 2005-2011: Absent Elk
W 2005 roku Mørland przeprowadził się z Norwegii do Londynu, gdzie studiował projekty graficzne na Uniwersytecie w Kingston. Po przybyciu do Wielkiej Brytanii jego dziewczyna poznała go z kilkoma muzykami, którzy szukali wokalisty do swojego nowego zespołu. Po wspólnym występie podczas festiwalu piwa w Shoreham muzycy zdecydowali się w 2008 roku na założenie zespołu Absent Elk, w którym Mørland śpiewał i grał na gitarze. Formacja podpisała kontrakt płytowy z wytwórnią Sony Music Entertainment, a w 2009 roku wydała swój debiutancki singiel „Sun & Water”. W tym samym roku ukazał się debiutancki album studyjny grupy zatytułowany Caught in the Headlights. 

### Od 2013:Mørland, Konkurs Piosenki Eurowizji
W kwietniu 2013 roku Mørland wydał swoją debiutancką, solową minipłytę zatytułowaną Mørland. Jesienią 2014 roku Mørland zdecydował się na wyjazd do Oslo, aby skupić się na swojej solowej karierze. 
W styczniu 2015 roku Mørland został ogłoszony jednym z finalistów koncertu Melodi Grand Prix 2015, norweskich eliminacji do 60. Konkursu Piosenki Eurowizji, do których zgłosił się z utworem „A Monster Like Me” nagranym w duecie z Debrah Scarlett. W marcu duet wygrał selekcje dzięki zdobyciu największej liczby łącznie 88 869 głosów od telewidzów, zostając tym samym reprezentantem Norwegii w Konkursie Piosenki Eurowizji organizowanego w Wiedniu.
21 maja para wystąpiła jako szósta w kolejności w drugim półfinale Konkursu Piosenki Eurowizji i awansowała do finału, w którym wystąpił jako dziewiąta w kolejności i zajął ostatecznie 8. miejsce.
Mørland rozpoczął także pracę nad materiałem na swój debiutancki album długogrający, którego premiera zaplanowana jest na 2015 rok.

## Muzyka

### Inspiracje
Mørland inspiruje się głównie twórczością brytyjskich artystów rockowych, takich jak m.in. Nick Drake czy zespoły The Beatles, Blur i The Clash.

## Dyskografia

### Albumy studyjne

#### Albumy wydane z Absent Elk
- Caught in the Headlights (2009)

### Minialbumy (EP)
- Mørland EP (2013)